# Iwaniwka (hromada Malin)
Iwaniwka (ukr. Іванівка) – wieś na Ukrainie, w obwodzie żytomierskim, w rejonie korosteńskim, w hromadzie Malin. W 2001 liczyła 339 mieszkańców.